# Zappa Plays Zappa (álbum)
| Críticas profissionais | Críticas profissionais |
| Avaliações da crítica  | Avaliações da crítica  |
| Fonte                  | Avaliação              |
| ---------------------- | ---------------------- |
| Allmusic               | [ 1 ]                  |

Zappa Plays Zappa é o primeiro álbum da banda homônima, que faz um tributo a música de Frank Zappa. Foi lançado em 29 de Abril de 2008.

## Faixas
Todas as músicas foram escritas e compostas por Frank Zappa

01.Tell Me You Love Me - 2:38
	
02.Florentine Pogen - 9:50
	
03.Cheepnis - 4:40
	
04.Cosmik Debris - 5:45
	
05.I'm the Slime - 5:32

06.Don't Eat the Yellow Snow - 2:11
	
07.St Alfonzo's Pancake Breakfast - 1:51
	
08.Father O'Blivion - 3:16

09.The Black Page, Pt. 2 (Ft. Steve Vai) - 4:06
	
10.Peaches en Regalia (Ft. Steve Vai & Napoleon Murphy Brock) - 3:15
	
11.Zomby Woof - 7:04

12.The Torture Never Stops - 12:58

## Prêmios e Indicações
| Ano  | Música               | Banda                                                         | Álbum             | Indicação                          | Resultado | Ref.  |
| ---- | -------------------- | ------------------------------------------------------------- | ----------------- | ---------------------------------- | --------- | ----- |
| 2009 | "Peaches en Regalia" | Zappa Plays Zappa featuring Steve Vai & Napoleon Murphy Brock | Zappa Plays Zappa | Best Rock Instrumental Performance | Venceu    | [ 2 ] |